# Паршин, Виктор Степанович
Виктор Степанович Паршин (1921, Каменка, Пензенская губерния — 14 ноября 1943, Петровский район, Кировоградская область) — советский офицер, танкист, в годы Великой Отечественной войны командир взвода 32-й танковой бригады, Герой Советского Союза (1944, посмертно).

## Биография
Родился в 1921 году в городе Каменка (ныне — Пензенской области) в семье железнодорожника. Русский. Окончил 7 классов. Жил в городе Козельске Калужской области. Работал на строительстве железной дороги.
В Красной Армии с 1939 года. Служил механиком-водителем танка Т-26, затем КВ в одном экипаже с двумя своими братьями в 42-й танковой дивизии 21-го механизированного корпуса Прибалтийского военного округа.
Участник Великой Отечественной войны в июне-июле 1941 и с марта 1943 года. В 1942 году окончил Орловское танковое училище. Был механиком-водителем танка, командиром танкового взвода. Воевал на Северо-Западном, Воронежском, Степном, 2-м Украинском фронтах. В боях один раз тяжело ранен.
Участвовал:
- в обороне городов Даугавпилс, Опочка — в 1941 году;
- в Прохоровском танковом сражении Курской битвы, в освобождении Харькова и Левобережной Украины, в боях на Кировоградском направлении — в 1943[1].

6 июля 1941 года в оборонительном бою на подступах к городу Опочка Псковской области в танк братьев Паршиных попал снаряд, оторвав башню. Погибли командир танка и братья Александр и Борис, а Виктор Паршин был тяжело ранен и направлен на лечение в тыловой госпиталь. Оставшись в живых, Виктор поклялся отомстить за смерть братьев.
Во время Курской битвы в бою 12 августа 1943 года за железную дорогу Харьков-Сумы южнее города Золочев Харьковской области командир взвода Т-34 32-й танковой бригады лейтенант Паршин уничтожил 7 танков противника (4 танка Т-IV и 3 «Тигра») и до роты автоматчиков.
14 ноября 1943 года, первым ворвавшись в село Виевка Петровского района Кировоградской области, танк Паршина привлёк к себе огонь всех огневых средств противника, чем обеспечил выполнение боевой задачи остальными экипажами по освобождению села. Погиб в этом бою.
Похоронен в селе Виевка.
Указом Президиума Верховного Совета СССР «О присвоении звания Героя Советского Союза генералам, офицерскому, сержантскому и рядовому составу Красной Армии» от 15 января 1944 года за «образцовое выполнение боевых заданий командования на фронте борьбы с немецкими захватчиками и проявленными при этом отвагу и геройство» гвардии лейтенанту Паршину Виктору Степановичу посмертно присвоено звание Героя Советского Союза.

## Награды
- Герой Советского Союза (15 января 1944 года, посмертно);
- орден Ленина (15 января 1944 года, посмертно).

## Память
Имя В. С. Паршина помещено на мемориальных стелах в городах Пенза и Каменка, улица в городе Козельск Калужской области названа его именем. Мемориальная доска установлена в районе боёв — в селе Червоно-Константиновка Петровского района.
Приказом Министра обороны СССР лейтенант В. С. Паршин зачислен навечно в списки 6-й роты гвардейского танкового Знаменского Краснознамённого, орденов Суворова и Кутузова полка.
Мемориальная доска установлена на здании православной гимназии в Козельске, расположенной на улице его имени.